# Live ethereal cereal
Live ethereal cereal is het eerste livealbum van Ozric Tentacles. De Ozrics hadden nog geen platencontract bij een erkend platenlabel, maar waren toch graag geziene gasten op muziekfestivals, zeker die muziekfestivals die gewijd waren aan alternatieve muziek. De Ozrics speelden een mix van spacerock, psychedelische rock en reggae, muziek die hun hoogtijdagen vooral in de jaren ’70 hadden met bands als Hawkwind, Gong en Bob Marley. Ook de soms relatief lange soli van de diverse musici waren toen uit de mode. De opnamen van het album vonden plaats tijdens festivals in Glastonbury, en Reading in 1985 en 1986.
Het album, dat refereert aan de track "Ethereal cereal" van het vorige album, werd eerst verspreid via muziekcassette tijdens concerten en postorder, later werd het opgenomen in de box Vitamins enhanced. De geluidskwaliteit is matig.

## Musici
- Ed Wynne – gitaar
- Roly Wynne, Gavin Griffiths – basgitaar
- Tom Brooks– geluidseffecten
- Joie Hinton – synthesizers
- Paul Hankin – percussie
- Tig (Nick van Gelder) – slagwerk

## Muziek
| Nr. | Titel                                                                     | Wanneer/waar opgenomen    | Duur  |
| --- | ------------------------------------------------------------------------- | ------------------------- | ----- |
| 1.  | Erpriff (Ed Wynne)                                                        | oktober 1985, Glastonbury | 9:33  |
| 2.  | Tentacular explosion (Ozrics)                                             | december 1985, Reading    | 10:07 |
| 3.  | Stupid reggae (Ozrics)                                                    | oktober 1985, Glastonbury | 6:16  |
| 4.  | The Aum Riff (Omriff) (Gong)                                              | december 1985, Reading    | 4:35  |
| 5.  | Mantric mutterings in which Tig evaporates/ Obstacular explosion (Ozrics) | februari 1986, Reading    | 13:46 |
| 6.  | Og-ha-be (Wynne, van Gelder)                                              | oktober 1985, Glastonbury | 8:37  |
| 7.  | Dots Thots (Wynne, van Gelder)                                            | september 1985, Reading   | 4:50  |
| 8.  | Erpitaph (Ozrics)                                                         | februari 1986, ?          | 3:47  |

CD1: Erpsongs · CD2: Tantric obstacles · CD3: Live ethereal cereal · CD4: There is nothing · CD5: Sliding gliding worlds · CD6: The bits between the bits